# فرزندان ۲
فرزندان ۲ (به انگلیسی: Descendants 2)  یک فیلم فانتزی، موزیکال و اختصاصی شبکه دیزنی به کارگردانی کنی اورتگا محصول ایالات متحده آمریکا است.
این فیلم دنبالهٔ فیلم فرزندان است و برای نخستین بار در تابستان ۲۰۱۷ از شبکه دیزنی پخش خواهد شد.

## خلاصه داستان
این فیلم که در ادامه ی فیلم فرزندان است درباره ی مل است که از زندگی در آرادون خسته شده و به جزیره برمی گردد و کارلوس، ایوی، جی و بن به دنبال او برای برگرداندن او می آیند اما اوما دختر اورسلا همراه دوستانش بن را گروگان می گیرند و از مل و دوستانش می خواهند تا عصای جادویی پری مادر خوانده را برای او بیاورند اما مل و دوستان او که حالا لانی (دختر مولان) به آنها اضافه شده است آنها را گول زده و بن را گرفته و فرار میکنند ولی کتاب طلسم مل هنگام سوار شدن روی زمین افتاده و در جزیره میماند و به دست اوما میرسد...

## بازیگران
| نام بازیگر    | نقش                     | در انیمیشن             |
| ------------- | ----------------------- | ---------------------- |
| داو کامرون    | مَل، دختر ملفیسنت        | زیبای خفته             |
| کامرون بویس   | کارلوس، پسر کروئلا دویل | صد و یک سگ خالدار      |
| بوبو استوارت  | جِی، پسر جعفر            | علاءالدین              |
| سوفیا کارسون  | ایوی، دختر ملکهٔ بدجنس   | سفیدبرفی               |
| میچل هوپ      | شاه بن، پسر دیو و بل    | دیو و دلبر             |
| چین آن مک‌کلین | اوما ، دختر اورسلا      | پری دریایی کوچولو      |
| جادا ماری     | سلیا، دختر دکتر فاسیلیر | شاهزاده خانم و قورباغه |
| جدادیا گوداکر | چَد، پسر سیندرلا         | سیندرلا                |
| توماس دورتی   | هری هوک، پسر کاپتان هوک | پیتر پن                |
| برنا دامیکو   | جین، دختر فرشتهٔ نجات    | سیندرلا                |
| زکری گیبسون   | داگ، پسر دوپی کوتوله    | سفیدبرفی               |
| دایان دون     | لونی، دختر مولان        | مولان                  |
| دیلن پلیفیر   | گیل، پسر گاستون         | دیو و دلبر             |
| آنا کدکارت    | دیزی، دختر درزیلا       | سیندرلا                |